# Ли, Клайд
Клайд Уэйн Ли (англ. Clyde Wayne Lee; род. 14 марта 1944 года в Нашвилле, штат Теннесси, США) — американский профессиональный баскетболист, выступавший в Национальной баскетбольной ассоциации.

## Ранние годы
Клайд Ли родился 14 марта 1944 года в городе Нашвилл (штат Теннесси), где посещал среднюю школу имени Дэвида Липскомба, в которой играл за местную баскетбольную команду.